# Município de Marseilles (condado de Wyandot, Ohio)
O município de Marseilles (em inglês: Marseilles Township) é um município localizado no condado de Wyandot no estado estadounidense de Ohio. No ano de 2010 tinha uma população de 480 habitantes e uma densidade populacional de 7,69 pessoas por km².

## Geografia
O município de Marseilles encontra-se localizado nas coordenadas 40° 42′ 46″ N, 83° 22′ 22″ O. Segundo a Departamento do Censo dos Estados Unidos, o município tem uma superfície total de 62.45 km², da qual 62,24 km² correspondem a terra firme e (0,34 %) 0,21 km² é água.

## Demografia
Segundo o censo de 2010, tinha 480 pessoas residindo no município de Marseilles. A densidade populacional era de 7,69 hab./km². Dos 480 habitantes, o município de Marseilles estava composto pelo 96,88 % brancos, o 1,25 % eram amerindios, o 0,83 % eram de outras raças e o 1,04 % eram de uma mistura de raças. Do total da população o 3,33 % eram hispanos ou latinos de qualquer raça.